# واسیله پوپسکو
واسیله پوپسکو (رومانیایی: Vasile Popescu; ۱ مهٔ ۱۹۲۵ – ۲۰۰۳) بازیکن بسکتبال اهل رومانی بود. وی در بازی‌های المپیک تابستانی ۱۹۵۲ شرکت کرده‌است.